# På tröskeln till Marias hem
På tröskeln till Marias hem är en psalm på Jungfru Marie bebådelsedag av Bo Hallberg 1984. Melodi (4/4, G-dur) av Oskar Lindberg, samma som till I öster stiger solen opp.
Psalmen är enkelt uppbyggd med sju fyraradiga och orimmade strofer, som alla knyter nära an till bibeltexten i Lukasevangeliet 1. Det handlar om en parafras, ett återberättande, utom i den sista strofen som uttrycker en tacksägelse: "På tröskeln till Marias hem / står vi med tack och lov / för att Gud lät sin ende Son / bli barn på denna jord."

## Publicerad i
- Den svenska psalmboken 1986 som nr 164 under rubriken "Kyrkoåret: Jungfru Marie bebådelsedag."